# 火灾 (穹顶之下)
〈火灾〉（英語：The Fire）是哥伦比亚广播公司的电视剧《穹顶之下》的第二集。

## 剧情
芭芭拉意识到他的身份牌在他和他杀死的茱莉亚的丈夫皮特争斗时掉在了一个小屋里，他立马去取回。但是芭芭拉被以为他和安吉有一腿的小吉姆伏击了。在无线电站，豆迪和菲尔收到了一个军方的频率，里面一直在讨论“穹顶”。这时，茱莉亚强占了电台并广播了这条讯息。乔和他的朋友本在探索穹顶时遇到了军方正在用水管向穹顶喷水，很快他们发现到一小部分水可以进入穹顶。同时，大吉姆让牧师柯金斯摧毁去警长杜克家里存放的甲烷纪录，但是科金斯在烧毁证据时意外引发了一场大火。琳达听到了科金斯求救并把他拉出了房子，但是大火点燃了房子后面的甲烷罐并引发了爆炸，整个镇子的人都来帮忙传递水桶以灭火。尽管大吉姆巴不得科金斯早点死掉，但是在整个小镇的安全受到威胁时他还是挺身而出，征用了一辆铲车，推倒了房子并控制了火势。之后，一个歇斯底里的警官保尔朝穹顶开了一枪，但是子弹反弹并杀死了警官弗莱德。

## 反响

### 收视率
在美国共有11.81万人观看了这一集，其中18到49岁的收视率是2.9/8，和上一集相比这有所下降，但是仍在晚间时段观众数和收视率排行榜上排名第一。

### 评价
| 媒体         | 得分   |
| ------------ | ------ |
| 影音俱乐部   | B-     |
| IGN          | 7.6/10 |
| 《纽约杂志》 | [ 5 ]  |

《火灾》一集的评价是偏差的中评。IGN的马特·福勒给这一集打了偏烂的一般，并就人物形象的塑造进行了评论：“所有的人物构造，此时，都是最肤浅的，所有人都只是像去野餐一样表演，根本没有挖掘人物背后更深层次经历。《迷失》就曾用精心设计的倒叙解决了这个缺点（我会尽量不再提到《迷失》），并且从此人物的倒叙在《迷失》被反复利用（至少J·J·艾布斯用了很多），我觉得（做《穹顶之下》的）家伙们会从他们身上学到些好的。”TV.com的蒂姆·苏拉提给这集一个差评：“试播集非常有娱乐性，但是它表明这不是一个好的电视剧的开头。小吉姆绑架了安吉，这一集中混乱的和穹顶无关的故事以及并肤浅的人物刻画真的把这个开头不错的首播的后一半弄砸了。”。
《娱乐周刊》的达伦·弗莱尼茨给了一个偏好的中评：“这一集很好地给《穹顶之下》构造了世界观。这一集的大部分内容都在深入建立“穹顶秩序”的界限；结束时没有很多事，却给人余波未平的感觉。
Zap2it网站的安德拉·莱贺再次比较了小说和电视剧的区别，特别是大吉姆的经历，说：“大吉姆的真实内心（最底层的心灵）似乎在电视剧中慢慢燃烧殆尽。在书中，大吉姆完成从学校混混到变态般追求建立公平的短暂的秩序的改变，但在电视剧中这个角色似乎更具多面性，而且绝对不像小说里一样骇人的邪恶。这很合理——电视剧想要比一个夏天更多的故事（并且如果收视率一直像试播集一样好，这会成真），所以编剧们不能太早让大吉姆三集内就完全提速。但是大吉姆内心缓慢的变革可能会让这个角色更加心理变态，这是真是一个有趣的变化。

## 引用
1. ↑  . Tvlistings.zap2it.com.   [2013-08-06]. （原始内容存档于2013-08-24）.
2. ↑  Kondolojy, Amanda. . TV by the Numbers. 2013-07-02  [2013-07-03]. （原始内容存档于2013-07-05）.
3. ↑  Von, Scott. . The A.V. Club. 2013-07-01  [2013-08-06]. （原始内容存档于2013-08-08）.
4. 1 2  Matt Fowler 1 Jul 2013. . Ca.ign.com. 2013-07-01  [2013-08-06]. （原始内容存档于2013-07-04）.
5. ↑  Dionne, Zach. . Vulture. 2012-04-23  [2013-08-06]. （原始内容存档于2013-08-03）.
6. ↑  TV.com. . TV.com.   [2013-08-06]. （原始内容存档于2013-08-08）.
7. ↑  . Blog.zap2it.com. 2013-07-01  [2013-08-06]. （原始内容存档于2013-08-13）.